# Harry Potter và Bảo bối Tử thần – Phần 1 (nhạc phim)
Harry Potter và Bảo bối Tử thần - Phần 1 là nhạc nền của bộ phim điện ảnh sản xuất năm 2010 cùng tên do nhạc sĩ người Pháp Alexandre Desplat tiến hành soạn nhạc. Nhạc nền phim đã nhận được đề cử cho Nhạc nền phim hay nhất tại lễ trao giải IFMCA năm 2010 cho thể loại phim viễn tưởng và Nhạc nền phim hay nhất tại lễ trao giải Satellitle.